# Alles, was wir geben mussten (Roman)
Alles, was wir geben mussten ist der deutsche Titel des Romans Never Let Me Go des britischen Autors Kazuo Ishiguro aus dem Jahr 2005. Es handelt sich um die Erzählung einer jungen Frau. Sie berichtet über ihr Leben an einer Schule, die praktisch als Organreservoir dient. Alle Schüler dort sind Klone, die in die Welt gesetzt wurden, um später lebenswichtige Organe zu spenden. Die Schüler werden nur nach und nach mit den schrecklichen Wahrheiten, die ihre Leben vorbestimmen, konfrontiert, stets in einem Alter, in dem sie eigentlich nicht begreifen können, was es bedeutet.
Das Buch wurde 2005 für den höchsten britischen Buchpreis, den Booker Prize (Shortlist), nominiert. Zudem erhielt es Nominierungen für den Arthur C. Clarke Award (2006) und den National Book Critics Circle Award (2005). Time wählte es zum besten Roman des Jahres 2005 und nahm es in seine Liste der hundert besten englischsprachigen Romane von 1923 bis 2005 auf. 2015 wählten 82 internationale Literaturkritiker und -wissenschaftler den Roman zu einem der bedeutendsten britischen Romane.
2010 wurde der Roman unter der Regie von Mark Romanek und mit Carey Mulligan, Andrew Garfield und Keira Knightley in den Hauptrollen verfilmt. 2016 erschien eine Verfilmung im japanischen Fernsehen mit Haruka Ayase, Haruma Miura und Asami Mizukawa in den Hauptrollen.

## Inhalt
Die Geschichte beginnt in Hailsham, einem Internat, und wird von Kathy H. erzählt, die noch einmal ihre Erinnerungen durchlebt.
Hailsham liegt in South Essex (England), in einer schönen Landschaft und ist abgeschnitten von der Außenwelt. Kathy, ihre besten Freunde Ruth und Tommy sowie ihre Mitschüler wachsen dort auf und scheinen eine behütete Kindheit zu haben. Sie gehen in eine scheinbar normale Schule, doch heißen bei ihnen die Unterrichtenden nicht Lehrer, sondern Aufseher, und schon früh wird den Schülern gesagt, dass sie etwas Besonderes seien, anders sind als die Menschen „draußen“. Alle Hailsham-Kollegiaten sind Klone und haben nur eine Bestimmung: Ihre Existenz dient dem Zweck, sich bis zum Tode Organe entnehmen zu lassen, damit andere, die sie in Auftrag gegeben haben, weiterleben können.
In Hailsham ist das Malen und Zeichnen eine zentrale Aufgabe der Schüler. Sie sollen sehr viel malen und kreativ sein. Drei- bis viermal im Jahr kommt eine Frau, schlicht Madame genannt, und nimmt die schönsten Arbeiten mit. Was mit den Arbeiten geschieht, wissen die Schüler nicht. Sie vermuten, dass sie in die sogenannte Galerie von Madame kommen.
Tommy ist allerdings nicht kreativ und hat auch keine Begabung für Kunst, weshalb er von seinen Mitschülern gehänselt wird. Tommy tut Kathy leid, und sie möchte ihm helfen. Dadurch fasst Tommy Vertrauen zu Kathy und sie werden Freunde. Die beste Freundin von Kathy ist Ruth – obwohl Ruth die geborene Anführerin ist, prahlt und flunkert, viel Macht hat und manchmal auch Kathy ausnutzt. Und obwohl Tommy seine geheimsten Ängste und Wünsche Kathy anvertraut, geht er eine Liebesbeziehung mit Ruth ein.
Die Kollegiaten werden über ihre Herkunft, Bestimmung und Zukunft im Dunkeln gelassen. Ihnen wird nur sehr wenig gesagt, und die Schüler stellen keine Fragen und gehen dem Thema aus dem Weg. Im Alter von 16 Jahren müssen die Kollegiaten Hailsham verlassen und werden auf andere Einrichtungen verteilt. Kathy, Tommy und Ruth kommen in Cottages, in denen sie auch mit Klonen aus anderen Internaten zusammenleben. Dort gibt es keine Aufseher, sie sind also auf sich selbst gestellt und können dort leben, bis sie eine Ausbildung als Betreuer beginnen oder zum Spender werden. Werden sie Betreuer, dann betreuen sie die verschiedensten Spender, bis sie letztendlich irgendwann selbst einen „Bescheid“ über ihre erste Spende bekommen.
In den Cottages kommt das Gerücht auf, dass Liebespaare aus Hailsham eine Zurückstellung von drei Jahren erhalten können, so dass sie noch ein bisschen Zeit für sich haben, bevor sie mit dem Spenden beginnen, wenn sie beweisen können, dass sie sich wirklich lieben. Tommy hofft auf diese Möglichkeit und legt sich seine eigene Antwort dafür zurecht. Er denkt, dazu sei die Galerie da. Anhand der Bilder, die im Verlauf der Jahre in Hailsham von Madame mitgenommen werden, könne sie dann erkennen, dass man sich wirklich liebt. Da von Tommy nie ein Bild für die Galerie ausgelesen wurde, beginnt er zu zeichnen, um dann später vielleicht einen Aufschub zu erhalten.
Während ihrer Zeit in den Cottages unternehmen Kathy, Ruth und Tommy einen Ausflug mit zwei der „Veteranen“, wie sie die Kollegiaten nennen, die bereits vor ihnen in den Cottages waren. Sie fahren nach Norfolk im Osten Englands, um dort dem Gerücht nach Ruths „Möglicher“ nachzugehen. Dabei geht es darum, die biologische Vorlage für ihren Klon zu finden.
Nach einem Streit mit Ruth, den diese wegen Tommy beginnt, verlässt Kathy die Cottages und beginnt mit ihrer Ausbildung als Betreuerin.
Während Kathy als Betreuerin einer anderen Spenderin beisteht, trifft sie in dem „Krankenhaus“ auf Ruth. Ruth hat schon zweimal gespendet und ist in schlechter Verfassung. Sie freut sich sehr über das Wiedersehen und möchte zusammen mit Kathy Tommy besuchen, der mittlerweile auch Spender ist. Ruth entschuldigt sich für alles, was sie sich in ihrer unvollkommenen Persönlichkeit hat zuschulden kommen lassen: dass sie Kathy belogen habe, dass sie versucht habe, Tommy und Kathy voneinander fernzuhalten, obwohl sie doch von Anfang an zusammengehört hätten, und dass sie das alles wieder gutmachen möchte. Sie gibt Tommy die Adresse der Madame und bittet Tommy und Kathy, dorthin zu gehen, um einen Aufschub füreinander zu erhalten.
Bei ihrer dritten Spende stirbt bzw. „vollendet“ Ruth, und Kathy wird Tommys Betreuerin und Freundin.
Tommy und Kathy beschließen, Madame aufzusuchen, um einen Aufschub zu erbitten. Doch die Frau erklärt ihnen bei ihrem Treffen, dass es einen solchen Aufschub nie gegeben habe, dass das alles nur ein Gerücht sei. Die Galerie sei allein zu dem Zweck entstanden, den Menschen zu zeigen, dass Klone auch eine Seele und Gefühle haben und sich vom natürlich geborenen Menschen praktisch nicht unterscheiden.
Madame wollte die Bevölkerung, die die Existenz von Klonen verdrängt und lieber glaubt, dass die Organe „in einem Vakuum heranwüchsen“, davon überzeugen, dass auch Klone eine Seele haben und es aus menschlicher Sicht nicht zu verantworten sei, sie zur Organgewinnung zu nutzen. Hailsham hätte Klonen wenigstens die Möglichkeit gegeben, in einer kultivierten und humanen Umgebung aufzuwachsen, und gewährte ihnen zumindest für ein paar Jahre ein menschenwürdiges Leben. Doch Hailsham wurde mittlerweile geschlossen und der Kampf für diese Ziele ist gescheitert.
Kurz darauf stirbt Tommy nach seiner vierten Spende, und Kathy weiß, dass sie nach zwölf Jahren als Betreuerin bald die Einbestellung zu ihrer ersten Spende zu erwarten hat.

## Ausgaben
- Never Let Me Go. London: Faber & Faber 2005, ISBN 1-4000-4339-5
- Alles, was wir geben mussten. Deutsch von Barbara Schaden. Blessing, München 2005, ISBN 3-89667-233-9.